# Witset
Witset ou Moricetown est un village canadien du centre de la Colombie-Britannique au sud-est du district régional de Kitimat-Stikine en bordure de la route trancanadienne 16 et de la rivière Bulkley. Il s'étend sur quatre réserves indiennes appartenant au peuple Wetsuvet'en et compte 594 habitants. Par la route, il se situe à 33 km au nord de Smithers,.

## Démographie
| Réserve                    | Superficie (km2) | Subdivision de recensement | 2016 | 2021 |
| -------------------------- | ---------------- | -------------------------- | ---- | ---- |
| Moricetown 1               | 5,73             | 5949817                    | 306  | 253  |
| Coryatsaqua (Moricetown) 2 | 1,43             | 5949810                    | 86   | 80   |
| Babine 17                  | 1,14             | 5949819                    | 111  | 87   |
| Bulkley River 19           | 2,23             | 5949820                    | 128  | 174  |
| Witset (total)             | 10,53            |                            | 631  | 594  |